# Aylon
Aylon Darwin Tavella dit Aylon, né le 7 avril 1992 à Esteio, est un footballeur brésilien évoluant au poste d'attaquant du Ceará SC.

## Biographie
Le 29 mai 2016, Aylon inscrit son premier but en Série A contre le club du Santos FC (1-0).
En janvier 2019, Aylon rejoint le club de Chapecoense qui évolue en Serie A.
Il se fait prêter à l'AC Goianiense le 4 octobre 2019, jusqu'au mois de décembre 2019.

## Palmarès
Internacional
- Campeonato Gaúcho
  - Vainqueur: 2014, 2016
- Recopa Gaúcha
  - Vainqueur: 2016

 Goiás
- Campeonato Goiano
  - Vainqueur: 2017

 Chapecoense
- Campeonato Catarinense
  - Vainqueur: 2020
- Championnat du Brésil de deuxième division
  - Vainqueur: 2020

 CSA
- Campeonato Alagoano
  - Vainqueur: 2021

 Ceará
- Campeonato Cearense
  - Vainqueur: 2024, 2025